# Orège
Orège est une start-up spécialisée dans le traitement des résidus de boues municipales ou industrielles et des eaux usées. L'entreprise est détenue majoritairement par la société Eren Groupe et est cotée à la bourse de Paris.

## Histoire
Orège est créée en 2005. L'entreprise a connu une phase de conception et de développement de ses technologies entre 2006 et 2012. Durant cette période Orège ne fait que des pertes et son financement est assuré par des investisseurs privés pour 20 millions d'euros. En 2008, Orège est inscrite sur le Marché libre (non réglementé) d'Euronext.
En 2012, la société teste un procédé de traitement des boues de stations d'épuration qui permet, en les asséchant, de supprimer les odeurs et de réduire leur volume de moitié.
En 2013, Orège réalise 1 million d'euros de chiffre d'affaires en vendant des technologies de traitement des effluents toxiques et des boues de stations d'épuration. Elle emploie 43 personnes dont une trentaine de scientifiques.
Le 27 juin de la même année, Orège augmente son capital de 20 millions d'euros en cotant ses actions le marché réglementé de la bourse de Paris. C'est la première cleantech (hors énergie renouvelable) à être cotée en France. Cette augmentation de capital est souscrite à 75 % par Eren Groupe (société crée en 2011 par deux anciens dirigeants d'EDF EN : Pâris Mouratoglou et David Corchia) qui détient ainsi 24 % du capital. En mars, Eren groupe augmente sa participation à la suite d'une OPA sur Orège et détient 69 % du capital.
En 2016, Orège délaisse sa technologie dédiée au traitement des effluents toxiques et se concentre sur le traitement des boues de stations d'épuration. Ce dernier est jugé plus rapide à être commercialisé, car moins coûteux.
En juin 2019, Orège augmente son capital de 39,6 millions d'euros (dont 33,9 millions qui résulte de la conversion des avances en compte courant réalisées précédemment par Eren groupe, son actionnaire majoritaire),. En mars 2020, selon l'hebdomadaire Investir, « [...] la commercialisation des solutions a pris un gros retard ».
En juin 2020, un partenariat est signé avec le groupe Alfa Laval dans le domaine du traitement des eaux usées notamment aux États-Unis (conditionnement pour Orège et déshydratation pour Alfa Laval),,,.

## Activité
Le métier d'Orège consiste à développer, à fabriquer et vendre des procédés et des matériels destinés au traitement des résidus de boues de stations d'épuration. Ils permettent d'éliminer les odeurs de ces boues ainsi que leur volume par épaississement et déshydratation. L'entreprise est présente aux États-Unis et en Europe,.

## Actionnariat
Au 21 avril 2021, Eren Groupe via Eren Industries détient 79,50 % du capital représentant 80,4 % des droits de vote.